# República de Canadá
La República de Canadá fue un gobierno proclamado por William Lyon Mackenzie el 5 de diciembre de 1837. El gobierno autoproclamado se estableció en la Isla Navy en el río Niágara en los últimos días de la Rebelión del Alto Canadá.

## Historia
En los últimos días de las rebeliones de 1837 en el Alto Canadá, después de que Mackenzie y 200 de sus seguidores se retiraran de Toronto a Navy Island, declaró una república separada. Estableció una moneda independiente y abasteció a su campamento utilizando el vapor de suministros estadounidense Caroline. Reclutó seguidores prometiéndoles 300 acres (121,4 ha) de tierra a cualquier hombre que apoyara su causa. Más tarde incluyó en su promesa 100 dólares en plata a sus partidarios, pagaderos el 1 de mayo de 1838.
El 29 de diciembre, el comandante de la Royal Navy, Andrew Drew, y siete barcos cargados de milicianos canadienses cruzaron el río Niágara hasta Fort Schlosser. Capturaron el Caroline utilizado por William Lyon Mackenzie y sus rebeldes en Navy Island. Las fuerzas de Drew prendieron fuego al barco y lo enviaron a la deriva hacia las Cataratas del Niágara, lo que provocó la muerte de un estadounidense. Se informó falsamente que decenas de estadounidenses murieron al quedar atrapados a bordo, y los soldados estadounidenses tomaron represalias quemando un vapor británico mientras se encontraba en aguas estadounidenses, lo que desencadenó lo que se conoció como el asunto Caroline .
El 13 de enero de 1838, Mackenzie abandonó Navy Island bajo un intenso fuego de las tropas británicas. Él y su fuerza se retiraron a Buffalo, Nueva York, donde fueron capturados por el ejército estadounidense y sentenciados en Estados Unidos a 18 meses de prisión por violar las leyes de neutralidad entre Estados Unidos y el Reino Unido, poniendo fin a la perspectiva de una declaración canadiense de independencia/secesión y poner fin a lo que las autoridades británicas describieron como una rebelión colonial intrascendente y sin apoyo.
Algunos de los partidarios se retiraron a las Islas Thousand y "causaron mucha ansiedad a las autoridades canadienses" a mediados de 1838. En los Estados Unidos, se establecieron Hunters' Lodges a lo largo de la frontera, algunas de las cuales también operaban en el Alto Canadá. La organización de estas sociedades tenía su sede en Cleveland y su misión principal era "emancipar a las colonias británicas de la esclavitud británica". El 16 de septiembre de 1838, se celebró en Cleveland una convención a la que asistieron 160 delegados de la organización, durante la cual se eligió a Abram D. Smith como primer presidente de la República de Canadá. La organización también definió planes para un Banco Republicano de Canadá, que utilizaría oro, plata y su propia moneda como dinero, y prometió "toda la riqueza, los ingresos y los recursos" del Alto Canadá como garantía para préstamos. En sus primeros billetes figurarían Samuel Lount, Peter Matthews y James Morreau, todos los cuales fueron ejecutados por su participación en la rebelión.